# 大腿二頭筋
大腿二頭筋（だいたいにとうきん、biceps femoris ）は人間の下肢の筋肉。
二頭の名の通り起始部が長頭と短頭に分かれている。長頭は坐骨結節で半腱様筋と総頭をつくってから起こり、短頭は粗線の外側唇の中1/3と外側筋間中隔から起こる。両頭は合して二頭筋となって、腓骨頭に停止する。
支配神経は長頭は脛骨神経(L5～S2)、短頭は総腓骨神経(S1とS2)である。
作用としては股関節においては大腿の伸展を行う。膝関節では大腿二頭筋は屈曲するように働き、屈曲した状態では下腿を外旋する。
大腿二頭筋、半膜様筋、半腱様筋の3つの下腿後面にある筋（この他に大内転筋を含むこともある）を合わせてハムストリングと称し、大腿二頭筋は外側ハムストリングと呼ばれることがある。

## 大腿二頭筋の筋力トレーニング
走る競技にとっては最重要筋肉といえる大腿二頭筋だが、その重要性に反して有効なトレーニングの難しい筋肉である。一般的にアンクルウエイトやレッグカールマシンを使用してのレッグ・カールが有効だが意識的なトレーニングをしなければ効果は期待出来ない。